# The Rising of the Moon (opéra)
Ne doit pas être confondu avec The Rising of the Moon.
The Rising of the Moon est une comédie lyrique en trois actes composée par Nicholas Maw sur un livret de Beverley Cross.

## Histoire
La première a eu lieu le 19 juillet 1970 au Festival de Glyndebourne sous la direction de Raymond Leppard et une mise en scène de Colin Graham. Le titre vient de la chanson patriotique irlandaise du même nom.
L'opéra a été composé sur une période allant de 1967 à 1970 alors que Maw était artiste en résidence au Trinity College de Cambridge. C'est le deuxième opéra de Maw et, comme son premier, One Man Show, c'est une comédie. Cependant, alors que One Man Show était une farce, The Rising of the Moon appartient au genre de la comédie romantique avec une intrigue sur des soldats britanniques stationnés dans l'Irlande du XIXe siècle à l'époque des famines irlandaises. Sa première représentation à Glyndebourne en 1970, pendant les Troubles, une période de conflit ethno-politique intense en Irlande du Nord, a été « jugée comme manquant de tact » par certains critiques, selon la nécrologie de Maw dans le Daily Telegraph. Néanmoins, l'opéra a été joué à 90 % de sa capacité à Glyndebourne et a été relancé l'année suivante après que Maw ait apporté des ajustements à la partition,. L'opéra a ensuite été joué à Brême et à Graz en 1978 et à la Guildhall School of Music en 1986. Il a également été repris au Festival d'opéra de Wexford en 1990.

## Rôles
| Rôle                                       | Type de voix  | Première distribution, 19 juillet 1970 (chef d'orchestre : Raymond Leppard) |
| ------------------------------------------ | ------------- | --------------------------------------------------------------------------- |
| Frère Timothée                             | ténor         | Alexandre Olivier                                                           |
| Cornet John Stephen Beaumont               | ténor         | John Wakefield                                                              |
| Cathleen Sweeney                           | mezzo-soprano | Anne Howells                                                                |
| Colonel Lord Jowler                        | basse         | Richard Van Allan                                                           |
| Lady Eugenie Jowler, sa femme              | soprano       | Rae Woodland                                                                |
| Commandant Max von Zastrow                 | baryton       | Peter Gottlieb                                                              |
| Frau Elizabeth von Zastrow, son épouse     | mezzo-soprano | Kerstin Meyer                                                               |
| Capitaine Lillywhite, l'adjudant           | ténor         | John Fryatt                                                                 |
| Mademoiselle Atalanta Lillywhite, sa fille | soprano       | Annon Lee Silver                                                            |
| Caporal de l'écurie Hayward                | baryton-basse | Brian Donlan                                                                |
| Donal O'Dowd                               | baryton       | John Gibbs                                                                  |
| La veuve Sweeney                           | mezzo-soprano | Johanna Peters                                                              |
| Monsieur Lynch                             | basse         | Dennis Wicks                                                                |
| Gaveston                                   | ténor         |                                                                             |
| Willoughby                                 | ténor         |                                                                             |
| Officiers et hommes du 31e Royal Lancers   |               |                                                                             |

## Sources
- Boosey & Hawkes, Maw, Nicholas: The Rising of the Moon (1967–1970)
- Daily Telegraph, "Nicholas Maw", 19 May 2009
- Tom Sutcliffe, « "Nicholas Maw: It's the libretto, stupid" »(Archive.org • Wikiwix • Archive.is • Google • Que faire ?), The Independent, août 2021
- The Times, "Nicholas Maw: Composer of the opera Sophie's Choice", 20 May 2009
- Stephen Walsh, "Nicholas Maw's New Opera", Tempo, Vol. 3, Issue 92, March 1970